# 王重儒
王重儒（？年—？年），號翥玄，河南卫辉府胙城县人。明末政治人物。

## 生平
萬曆四十六年（1618年）戊午科河南乡试舉人，崇祯四年（1631年）辛未科进士。工部观政，授東昌府推官，十年拾遗，十一年降职为广平府照磨，十二年升汾州府推官。